# Tuzluja
Tuzluja (em turco: Tuzluca), Duzluja (em azeri: Duzluca), Culpe (em curdo: Qulp) ou Colbe (em armênio: Կողբ; romaniz.: Kołb) é uma cidade e distrito da Turquia, na província de Eder e na região da Anatólia Oriental. O distrito tem 1 270 km² de área e em dezembro de 2021 tinha 23 538 habitantes (densidade: 18,5 hab./km²), dos quais 9 575 na sua capital.

## História
Historicamente chamada Colbe, a cidade pertenceu, na Antiguidade, ao distrito (gavar) de Chacate, na província de Airarate do Reino da Armênia. Era uma cidade populosa e próspera dada sua proximidade com grandes minas de sal. Nos anos 620, foi conquistada pelo imperador Heráclio (r. 610–641). A pedido do católico Esdras I (r. 630–641), Heráclio cedeu um terço da produção das minas ao Mosteiro de Echemiazim. Nos séculos IX-XI, pertenceu aos bagrátidas e foi mencionada por Estêvão Orbeliano. Depois, caiu sob controle dos árabes e dos mongóis. Quando foi conquistada pelo Império Otomano, foi renomeada Tuzluja em referência ao sal de suas minas. Foi tomada pelo Império Safávida em 1555 e 1639 sob os tratados assinados com os otomanos nessas ocasiões. Por estar próxima da fronteira com os Estados vizinhos, foi constantemente atacada ao longo do tempo e destruída. Um novo assentamento foi construído nas cercanias e foi chamado Nova Tuzluja / Nova Colbe para distingui-lo do antigo.
Em 1828, sob os termos do Tratado de Turcamanchai, a cidade e o distrito circundante foram incorporados no uezde de Surmalu da Gubernia de Erevã do Império Russo. Em 1829, Em 1829, o explorador alemão Friedrich Parrot, da Universidade de Tartu, viajou para Surmalu como parte de sua expedição para escalar o monte Ararate. Dois membros da equipe expedicionária de Parrot, os estudantes de medicina Carl Schiemann e Maximilian Behaghel von Adlerskron, viajaram para Tuzluja com quatro cossacos para examinar suas minas. Na segunda metade do século XIX, o distrito compreendia mil acres. Em 1909, havia cerca de 400 vilas com 4 025 habitantes, envolvidos na agricultura, pecuária e extração de sal.
Segundo Łevond Ališan, havia na cidade as igrejas de São Jorge (Surb Gevorg) e da Santa Mãe de Deus (Surb Astvacacin), ou da Veracruz e da Trindade segundo outras fontes, bem como três igrejas arruinadas e reminiscências de outras construções. Nas cercanias do assentamento havia capelas dedicadas a Esnique e Gregório, o Iluminador, enquanto próximo das minas havia um Tuque Manuque e uma igreja a São Jorge. Em 13 de outubro de 1921, sob o Tratado de Carse, foi cedida à Turquia, e sua população migrou às aldeias da planície de Ararate e para Erevã.

## Geografia
A cidade de Tuzluja está localizada no sopé nordeste das montanhas Bardol, nas margens do rio Tuzluja (antigo Vardamarde / Colbe). Fica próxima de famosas minas de sal. A produção em 1874 foi de 1 milhão de libras e foi exportada para vários países.

## Subdivisões
O distrito é formado pelo município (belde) de Tuzluja e 81 aldeias (köy):
- Abasgol (Abbasgöl)
- Aabei (Ağabey)
- Acdeirmene (Akdeğirmen)
- Acdiz (Akdiz)
- Acoluque (Akoluk)
- Alcanle (Alhanlı)
- Alicosse (Aliköse)
- Arslanle (Arslanlı)
- Axaectaxe (Aşağıaktaş)
- Axaejivanle (Aşağıcivanlı)
- Axaecheirecle (Aşağıçıyrıklı)
- Axaecaterle (Aşağıkatırlı)
- Axaessutasle (Aşağısutaşlı)
- Badele (Badıllı)
- Bolane (Bağlan)
- Baquechejique (Bahçecik)
- Baquechelimeidane (Bahçelimeydan)
- Beiolu (Beyoğlu)
- Bostanle (Bostanlı)
- Burucsu (Buruksu)
- Cademele (Hadımlı)
- Caiaqueslaque (Kayakışlak)
- Caiaorene (Kayaören)
- Calache (Kalaç)
- Camisle (Kamışlı)
- Camurquessene (Hamurkesen)
- Candili (Kandilli)
- Carabulaque (Karabulak)
- Carajaorene (Karacaören)
- Caracoiune (Karakoyun)
- Caranleque (Karanlık)
- Carataxe (Karataş)
- Cassaquente (Hasankent)
- Cazcoparane (Kazkoparan)
- Cheracle (Çıraklı)
- Chichecli (Çiçekli)
- Coprubaxe (Köprübaşı)
- Cujucova (Küçükova)
- Cula (Kula)
- Cumbulaque (Kumbulak)
- Curuaache (Kuruağaç)
- Doaniurte (Doğanyurt)
- Erecdere (Eğrekdere)
- Elmaleque (Elmalık)
- Gaziler
- Guedicli (Gedikli)
- Goctaxe (Göktaş)
- Guluje (Güllüce)
- Guzeldere (Güzeldere)
- Iassebulaque (Yassıbulak)
- Iailajeque (Yaylacık)
- Inje (İnce)
- Injessu (İncesu)
- Iujeotaque (Yüceotak)
- Iucareactaxe (Yukarıaktaş)
- Iucarejivanle (Yukarıcivanlı)
- Jandervixe (Canderviş)
- Laleli
- Molacamer (Mollakamer)
- Naquerquirane (Nahırkıran)
- Ombulaque (Ombulak)
- Ortabujaque (Ortabucak)
- Osmancoi (Osmanköy)
- Pirdemir
- Quelecli (Kelekli)
- Quelechele (Kılıçlı)
- Querquebulaque (Kırkbulak)
- Queznefer (Kıznefer)
- Sareabdal (Sarıabdal)
- Sarebulaque (Sarıbulak)
- Soucbulaque (Soğukbulak)
- Soutlu (Söğütlü)
- Surmeli (Sürmeli)
- Taxuchane (Taşuçan)
- Tazequechi (Tezekçi)
- Turabi
- Tutaque (Tutak)
- Uchecaia (Üçkaya)
- Uruja (Uğruca)
- Unlendi (Ünlendi)
- Iale (Yağlı)